# Marianne Weber
Marianne Weber, de soltera Marianne Schnitger (Oerlinghausen, 2 d'agost 1870- Heidelberg, 12 de març de 1954) va ser una sociòloga, historiadora del dret, política i feminista alemanya. És coneguda pel seu activisme social i polític, que la va dur a constituir-se com a líder política. A més, va formar part de la generació de dones de la burgesia alemanya, fet que li va permetre ser una de les primeres dones en ser doctorada i accedir a un ofici científic. Centre el seu treball en la investigació sobre la protecció jurídica de les dones, la seva independència econòmica i educativa com a mitjans per aconseguir la igualtat entre homes i dones, a més a més en els seus escrits, analitza el paper de l’home, inclou la qüestió de la doble jornada i denuncia que les dones guanyen menys que els homes per fer la mateixa feina.
Marianne Weber fou esposa de Max Weber, de qui va escriure-hi una biografia posterior a la mort d’aquest, i editora de les seves pròpies obres. Posteriorment va criticar, gràcies a la seva comprensió de la sociologia i als seus estudis i investigacions al respecte.
La seva sociologia orientada cap a les dones és posterior i basada en la feina i tasca política realitzada per altres dones anteriors. Entre elles hi trobem Harriet Martineau, Charlotte Perkins-Gilman, Ida Wells-Barnett i Anna Julia Cooper.

## Biografia
Marianne Schnitger era filla del doctor Eduard Schnitger i d'Anna Weber, que al seu torn era filla d'un prominent home de negocis de Oerlinghausen, Karl Weber. L'any 1873 després de la mort de la seva mare en donar a llum a un nou fill, la família es va mudar a Lemgo on Marianne va ser educada per la seva àvia i la seva tia, ja que durant aquell temps el seu pare i els seus dos germans van ser institucionalitzats. Als 16 anys, el seu pare la va enviar a l'escola de moda de Lemgo i Hannover on es va graduar als 19 anys. Entre 1877 i 1886 va acudir a la “Töchterschule” la qual avui es diu “Marianne-Weber-Gymnasium”. Després de la mort de la seva àvia, l'any 1889, va viure diversos anys amb la seva tieta, la germana de la seva mare, Alwine, a Oerlinghausen.
L'any 1891, Marianne va començar a passar temps amb la família Charlottenburg Webers, que era la branca berlinesa de la família, formada per Max Jr i la seva mare, Helene. Aquesta es va convertir en una mare per ella. La Marianne també es va fer molt intima del seu cosí Max Jr i encara que la seva relació amorosa es va mantenir en secret, l'any 1893 Max Jr li va propsar matrimoni a la Marianne.
El 20 de setembre de 1893 es va casar amb Max Weber a Oerlingshausen i es van traslladar a Berlin a un apartament. Durant aquella època el sociòleg era reconegut com un jove brillant estudiós amb un doctorat en dret i història (Lengermann & Nibrugge 195) La parella es va traslladar a Friburg. On, tot i que no va obtenir cap diploma formal a la Universitat de Friburg, va estudiar amb un filòsof que formava part del moviment neo-kantià anomenat Heinrich Rickert i Alois Riech on la seva concepció de les ciències socials va ser un gran impacte per la sociologia alemanya. A partir de 1894 comença formar part d'activitats feministes, en el qual es va iniciar per la seva amistat amb la dirigent de la Federació d'Associacions de Dones Alemanyes, Gertrud Baümer després d'haver-la sentit parlar en un congrés polític. També va col·laborar amb el seu marit per augmentar el nivell d'assistència de les dones a les universitats. En casar-se la parella va establir un vincle igualitari: ell li va reconèixer el seu dret a una vida intel·lectual, compartia amb ella el seu treball com a científic social i l'acompanyava en l'activisme feminista.
En 1897, vivint a Heidelberg, va fundar l'associació “Frauenbildung- Fauenstudium” en la qual les dones rebien classes d'història de la religió i història de l'imperialisme, ciències naturals, ergonomia i ciències econòmiques, així com una formació en professions artesanals i agràries.
Els problemes familiars i mentals del seu marit van afectar molt la vida de Marianne Weber. Ja el 1898 Max va patir un col·lapse psicològic, que és probable que tingués la seva causa en la mort del seu pare, la qual va esdevenir poc després que Max expulsés al seu pare (dèspota i maltractador de la seva mare) de la casa paterna, on havia estat vivint durant un temps després del seu matrimoni.Durant aquells anys, els papers es van invertir, mentre que Max Weber se centrava en la seva recuperació i descansava a casa, la Marianne Weber va assistir a reunions polítiques publicant així la seva tesi doctoral l'any 1900 ''El socialisme de Fitche i la seva relació amb la doctrina de Marx'', amb un pròleg del redactat pel seu marit . És així com Max es retira de la vida pública, entrant i sortint d'institucions mentals, viatjant compulsivament entre 1898 i 1904, i fins i tot renunciant a la seva càtedra l'any 1918, dos anys abans de morir.
Durant el viatge als Estats Units en 1904, Max Weber redacta una de les seves obres més importants anomenada ''L'ètica protestant i l'esperit del capitalisme'', que servirà per incentivar l'activitat política i acadèmica de la Marianne Weber. No obstant això, Max Weber va començar a experimentar sexualment fora del matrimoni, tenint una aventura i enamorant-se d'una amiga en comú Else Jaffe, tot i així les seves vides van continuar i van seguir amb el viatge als Estats Units. Allà l'autora es va reunir amb dos feministes, pensadores i activistes polítiques: Jane Addams i Florence Kelley. En aquesta època publica diversos articles sobre l'experiència de les dones i s'involucra en les teories de Charolotte Perkins Gilman. L'any 1907 mor el seu avi Karl, deixant a la parella els diners suficients per viure de forma folgada. També aprofita per publicar un estudi monogràfic de historia del dret i la cultura ''Esposa i mare en el desenvolupament legal. Una introducció'', considerada una de les seves millors obres.
Quan va esclatar la Primera Guerra Mundial (1914-1916), Max Weber va treballar com a organitzador d'hospitals militars, com a assessor en la negociació de la pau i per a l'oficina de la nounada República de Weimar també va reprendre la seva vida intel·lectual impulsant així que la Marianne també ho fes amb la creació d'obres com ara: ''La nova dona'', ''L'ideal del matrimoni'' l'any 1914, ''La guerra com a problema ètic'' l'any 1916; ''Els diferents tipus de dones universitàries'' l'any 1917, ''Les forces que modelen la vida sexual'' i ''Les tasques culturals especials de les dones'' l'any 1918.
El 1919 Marianne Weber es va convertir en la primera dona escollida per l'assemblea de Baden i l'any 1920 va ser nomenada presidenta de la Federació de les Associacions Alemanyes de Dones.
El 1920, la germana de Max, Lili, se suïcida, Max i Marianne van adoptar als seus quatre fills, i aquest mateix any Max Weber mor de pneumònia, el 14 de juny, entrant Marianne en una etapa de forta depressió, la qual cosa li va suposar el seu allunyament de manera provisional del treball intel·lectual i polític.
El 1921 Marianne Weber va tornar a Heidelberg i va començar a publicar alguns assajos del seu marit mort, i va començar un treball biogràfic: "Max Weber, una biografia" (publicat el 1926). Després d'obtenir el seu títol de doctorat el 1924, va començar la seva carrera de conferenciant, arribant a reunir en alguna conferència a més de cinc mil persones. Cap a l'any 1933, les reunions públiques que realitzava Marianne es van haver d'aturar a causa de les polítiques implantades pel dictador, Adolf Hitler. Weber es va continuar reunint en privat, posant en perill la seva vida. També va publicar diverses obres a través d'una premsa clandestina. Marianne Weber es va preocupar de la depressió sobre el règim nazi. Aquesta carrera es va acabar quan Adolf Hitler va dissoldre la Federació Alemanya de l'Organització de les Dones, el 1935 va publicar el seu llibre "Les dones i l'amor" (Frauen und die Liebe) i el 1942 "La vida plena" (Erfülltes Leben).
Va morir a Heidelberg el 12 de març de 1954.

## Trajectòria
Per molts anys es va conèixer a Marianne Weber com a esposa de Max Weber, malgrat ser una de les primeres dones a aconseguir un doctorat a Alemanya, ser l'única dona del Partit Democràtic Alemany (DDP) amb un càrrec al parlament d'un Land, i va contribuir de manera extraordinària a la recopilació i publicació de l'obra del seu marit. Malgrat això, pràcticament es desconeix la seva pròpia obra sociològica, que amb prou feines ha estat traduïda, fins i tot a l'anglès. A més Marianne Weber pot ser considerada com una líder intel·lectual del moviment feminista liberal alemany.
L’any 1904 els Weber van viatjar als Estats Units. Allà, Marianne, va conèixer a Jane Addams i a Florence Kelley; dues dones activistes i feministes que lluitaven per diferents reformes polítiques.
Marianne Weber inicia la seva vida pública com a intel·lectual quan publica "Matrimoni, maternitat i llei” (1907), obra a la qual seguirà "La qüestió del divorci" (1909), i després "L'autoritat i l'autonomia en el matrimoni" (1912), "La valoració del treball domèstic" (1912) i "Les dones i la cultura objectiva" (1913). També va publicar "La nova dona" i "L'ideal del matrimoni" (ambdues en 1914), "La guerra com un problema ètic" (1916), “Tipus de Canvi de Dones Universitàries" (1917), "Les forces que configuren la vida sexual" i "Especials tasques culturals de la dona" (ambdues el 1919).
En aquestes obres presenta temes com la moral i el matrimoni que havien estat objecte de debat entre la parella Weber, en uns moments en els quals Max Weber enganyava la seva dona amb Else Jaffe, una amiga comuna.
En 1918 Marianne Weber es va fer membre en el Partit Democràtic Alemany i poc temps després va ser triada com a diputada del parlament de l'estat federal de Baden. Des de 1919 fins a 1923 va ser la primera presidenta de la “Associació de les Dones Alemanyes “ (Bund Deutscher Frauenvereine). El 1924 va rebre el seu doctorat per la Universitat de Heidelberg.

## Obra i pensament
La seva crítica feminista i investigació sociològica està basada en la seva experiència com a dona en un món creat per homes, és a dir, en una societat patriarcal.
Escriu sobre les experiències de les dones alemanyes del seu temps, moltes de les quals entraven en el món laboral per primera vegada. Aquesta nova exposició de les dones al món exterior va provocar un canvi de dinàmiques de poder basades en el gènere dins la llar. Les institucions de dret, religió, història i economia que foren creades i dominades per homes, proporcionen un marc per a la vida de les dones, l’autonomia de les quals se’n ressent com a conseqüència.
Concretament es centra en la institució del matrimoni i en el treball. La seva teoria sociològica té com a punt de partida l'estudi de les diferències entre les dones amb relació a la classe social, l'educació, l'edat i la ideologia. A part, observa que hi ha diferències profundes no només entre dones rurals i urbanes, sinó també entre diferents tipus de dones rurals i diferents tipus de dones urbanes. Dins de la classe de les dones treballadores, les ocupacions de les dones (treball tradicional femení enfront de l'elit: acadèmics, artistes, escriptors, etc.) tenen un efecte quotidià en els patrons de la vida quotidiana i condueixen a diferències de necessitats, estil de vida i ideologies generals.
Marianne Weber lluitava per aconseguir l'autonomia de la dona i defensava la igualtat de la dona a l'educació, en la participació en la vida socioeconòmica i en l'aportació de les dones a la ciència i la cultura. Entén a la família com a essencial per a la societat i en la qual cada membre té els mateixos drets. Defensa l'ètica sexual en el matrimoni.
El punt de partida de la investigació sociològica de Marianne Weber és la seva experiència com a dona en un món creat per homes; veu i avala l’experiència social a través de la subjectivitat de les dones. Parteix del fet que la sociologia de la vida quotidiana sempre ha tingut una perspectiva masculinitzada i no ha tingut en compte les diferències estructurals de la vida de les dones. En contra de la idea establerta de que les dones no eren suficientment significatives per promoure una anàlisi per separat d’actor social.
La sociologia de Marianne Weber és una declaració feminista proactiva que afirma el dret de les dones a l’autonomia moral, a l’educació, a la participació en la vida socioeconòmica, científica i en la cultura, alhora que la seva independència econòmica i la realització sexual.
És important posar al centre el context històric on s’hi va desenvolupar l’autora. Schnitger socialitza en un context on la ideologia de gènere burgesa tradicional era la imperant. A l'Alemanya de Bismarck es va potenciar un model de masculinitat tradicional, que potenciava que les dones es quedessin a l’esfera privada, i es retallaven les seves llibertats supeditanles als seus marits, que sí que gaudien de certes llibertats. Schnitger-Weber veu en la seva sogra, tietes, mare... aquest model de feminitat. És arran d’aquest anàlisi de la realitat, que podem veure com l’autora parteix de tres influències teòriques bàsiques: Feminisme Socialista, Feminisme Cultural/Liberal i Feminisme Eròtic. De cadascuna d’aquestes teories agafa i rebutja certs posicionaments i afirmacions.

### Matrimoni, maternitat i llei (1907)
La seva obra principal “Matrimoni, maternitat i llei” analitza la història i l'estructura de la institució del matrimoni, a més d'altres assumptes com els drets de les dones, el punt de partida en la vida matrimonial i familiar, la coeducació i els problemes morals. Marianne Weber centra la seva anàlisi històrica en l'ètica protestant per explicar l'autonomia de les dones. Entén que cada persona (dona o home) és moralment independent i tan sols ha de retre comptes davant Déu: 
“En les comunitats religioses del Nou Món animades per l'esperit purità, la idea de la igualtat religiosa de la dona va començar a ser tinguda en compte de debò per primera vegada... La llibertat de consciència, mare de tots els drets personals de l'individu, va estar també, de l'altre costat de l'oceà, en l'origen dels drets de les dones” (1912, Marianne Weber)
Altres llibres importants són "Les dones i l'amor" (Frauen und die Liebe) i la seva pròpia autobiografia "Memòries", en la qual defineix una nova concepció del matrimoni enfront de la tradicional amb l'ideal de la igualtat moral i jurídica de la dona com a esposa.
Va ser amiga del sociòleg George Simmel. Tots dos investigaven "la qüestió de la dona" i la interrelació entre les maneres dels gèneres individualitzats i la diferenciació social de gènere. Marianne Weber va criticar l'assaig de Simmen de l'any 1911 "El relatiu i l'absolut del problema dels sexes" (The relative and the absolute in the problem of sexes) i el concepte de les relacions de gènere en el treball del seu col·lega.

### Autoritat i autonomia en el matriomoni (1912)
En l'obra de ''Autoritat i autonomia en el matrimoni'' Marianne Weber narra l'evolució històrica que ha tingut el matrimoni occidental, destacant així la important influència de la religió catòlica i protestant. En la seva transformació l’autoria revela una sèrie de recomanacions per la preservació del domini patriarcal en el matrimoni contradient-se així amb els ideals lliberals d’aquella època.
‘’ La relación entre hombre y mujer sólo puede ser caracterizada como matrimonio en su verdadero sentido cuando el poder absoluto del esposo se encuentra limitado por ciertos deberes hacia la esposa’’
En aquesta obra, Marianne aplica la distensió de Max Weber entre autoritat i coerció, qualificant la primera com a legítima i la segona com a il·legítima. Alhora, exposa que la dona ha de guanyar autonomia en un patriarcat que els homes han anat “legalitzant”.
El tema principal de l’obra és el matrimoni, comprès com a paradigma del patriarcat. S’associa el matrimoni amb una relació directa de poder i intimitat. Marianne se’n adona que per a les dones de l’època, l’expectativa del matrimoni és la realitat que configura la seva existència, és a dir, és un destí inexorable esperat pel conjunt de la societat.
Paral·lelament, fa un repàs històric d’aquesta institució a partir de l’anàlisi de textos de dret, religió, política i filosofia; arribant a la conclusió que el matrimoni es construeix sobre tots aquests àmbits. Aquest, des de l’inici, conservava el caràcter de relació possessiva.
Alhora, però, observa com des del patriarcat primitiu, on l’home era el propietari de la dona, diverses cultures europes han anat establint lleis que restringien gradualment el poder del marit, legitimant algunes de les demandes que tenia l’esposa a causa de la relació matrimonial. Un exemple és el cristianisme, el qual va crear la nova i gran adquisició cultural: va intensificar el requeriment d’una monogàmia legal com exigència religiosa i moral indispensable, no nomes per la dona, sinó també per l’home. Va ser en aquest punt on el matrimoni va poder superar la matèria natural de l’amor sexual transitori i cultivar una relació profunda i espiritual entre marit i esposa. D’aquesta manera, la idea d’igualtat religiosa de la dona va ser presa en serio per primera vegada dins les comunitats religioses del Nou Món, inspirades en l’esperit purità.
El que proposa l’autora és convertir el matrimoni en una institució que uneixi actors diferents i independents entre ells; tot i que reconeix que és una proposta complicada.

### Les dones i la cultura objectiva (1913)
Desenvolupa la teoria de les relacions de gènere, fent una crítica i extensió a la teroia de Georg Simmel. L'obra l'escriuen conjuntament, i ambdós desenvolupen la teoria de les relacions de gènere.

### L'ideal del matrimoni (1914)
A Marianne Weber, una de les teòriques més importants del feminisme burgés a Alemanya, l’inquietava el concepte de matrimoni establert a principis del segle xix. Context el qual estava experimentant grans canvis socials on, per exemple, es van desenvolupar noves necessitats de les dones com l’emancipació femenina o el rebuig al matrimoni. De manera que, revisa el concepte en qüestió i extreu que la seva definició acapara com a ideal a les relacions sexual i el torna a definir des d’una perspectiva diferent basada en la seva experiència i ideologia.
L’autora el defineix mitjançant una ideología la qual no pretenia desvincular-se plenament d’allò tradicional, sinó que manté les teories respecte l’ètica moderna. El desenvolupa a partir de la classificació de cinc temes relatius a l’alliberació secual i a l’organització social basada en la família amb l’objectiu de trobar una possible solució entre la tradició patriarcal i els nous corrents del moment, les quals fomentaven una sexualitat lliure.
En l’ideal del matrimoni, estudia en profunditat el rol de la dona com a muller i fa recerca sobre el paper social de la dona i el seu status com a persona jurídica, és a dir com a una persona que té drets; busca redefinir el concepte de matrimoni indagant respecte les relacions entre els dos sexes i l’estructura del matrimoni monògam.
Apunta que la concepció de matrimoni estava feta d’una manera tradicional i estava composta per diferents características patriarcals; Marianne el torna a definir amb un nou model basat en la igualtat moral i jurídica que tenien els marits i,per tal que la seva concepció tingui resultats, buscava una transformació social en l’àmbit educatiu, laboral i sexual. Basava les seves idees entorn l’ètica sexual en el concepte de l’individualisme ètic. Durant l’obra, la necessitat de principis ètics que regeixen la conducta sexual es transmesa per l’autora i destaca que aquest tema no es realitza sistemàticament.
Els estudis que realitza busquen un nou model de matrimoni contraposat al model burgés caracteritzat per la subordinació i dependència de la dona (Krüger, 2001:56). De manera que “Podemos definir el ideal de matrimonio universal como una comunidad vital fundada en la unidad del alma y los sentidos, en el deseo de continuidad y la total responsabilidad de un hombre y una mujer” (Weber, 1919: 143). A posteriori el va redefinir amb afirman que “El matrimonio perfecto es la comunidad vital fundada en la unidad de las almas y los sentidos, en el deseo de continuidad y la total responsabilidad entre un hombre y una mujer como dos personalidades moralmente autónomas” (Weber, 1919: 144).
Aquesta nova concepció implica un revisió dels rols sexual i per tant, del concepte d’allò que és considerat femení. Pretenia establir un ideal en el que la dona i l’home tinguessin el mateix status i que a la dona se la consideri un ésser cultural, com a un individuo més.

### Tipus de canvi de dones universitàries (1917)
L’autora va escriure l’obra en un moment històric on les dones van introduir-se en el món académic i científic, entrant, per primer cop a les universitats en àmbits científics (medicina i física). Això, no va ser feina fàcil, i va suposar no només un impacte social sinó l’evidència d'altres problemàtiques envers la dona, es va fer evident el masclisme des d'altres àmbits que mai no s’havien vist. Gràcies al seguit d’analisis, l’autora exposa com la dona es considerada com a un ésser inferior a l’home, que no posseeix la mateixa intel·ligència i qualitats i que tots aquests motius son arguments suficients, per l’home concluir que les dones no haurien d’instruit en cap mena d’educació. En aquest context, les dones van realitzar treballs científics en camps com la matemática o la filologia. Però al analitzar-los, Marianne observa que “las contribuciones de las mujeres y los hombres en estos campos son el resultado de habilidades intelectuales parecidas que no se diferencian en razón del sexo (Weber, 2007 [1906]:71).

### Max Weber, una biografia (1920)
Tot i que consti com a obra realitzada per Max Weber, qui la va escriure realment fou la seva dona. Aquesta obra significa una gran aportació per la societat sobre el famós sociòleg alemany, fent-la així una obra imprescindible per tal d’entendre el pensament i l'estudi de Max Weber, aquest llibre es compren en la faceta d’esplendor del famós autor.
Primerament l’autora ens proporciona informació en el context social i polític en el qual es troba l’autor, perquè el lector sigui conscient de l’ambient social i polític que vivien en l’època. Ha servit també per conèixer amb exactitud les opinions polítiques del seu marit.
L’autora comença a redactar el llibre l’any 1920, just després de la mort del seu marit. Per ella el fet de redactar aquest llibre i la seva edició dels escrits de Weber foren el que ella considera la catàstrofe de la seva vida. Ja que la mort del seu marit fa emergir-la en una gran depressió on es van veure reflectits en el seu aïllament polític i intel·lectual, i l’absoluta dedicació que va realitzar en aquesta biografia.

### “Anfänge und Übergänge”, inicis i transicions (1954)
Inicis i transicions és una tesi en la que s’analitzen les decisions sobre els camins educatius com a resultat d’un procés de negociació organitzativa.
Només existeix la versió alemanya.
Esposa i mare en el desenvolupament del dret (1907)
Tres anys més tard, de la publicació d'una de les seves obres més famoses "Ehefrau und Mutter in der Rechtsentwicklung" (Esposa i mare en el desenvolupament del dret, 1907). El treball es va centrar en l'anàlisi de la institució del matrimoni. La seva conclusió va ser que el matrimoni és "una negociació complexa i contínua sobre el poder i la intimitat, en la qual els diners, el treball de les dones i la sexualitat són qüestions clau".

## Marianne Weber i la religió

### Crítica a la religió patriarcal
Marianne Weber va explorar intensament la relació entre la religió i la societat posant el focus particularment en com les doctrines i les pràctiques religioses afectaven les dones. Va estudiar moltes religions tradicionals fins a arribar a la conclusió que moltes perpetuaven normes basades en el patriarcat fent que es limités el rol de la dona en la societat. Aquesta subordinació, però, estava sovint justificada.

En els textos sagrats les dones acostumaven a estar representades en els rols domèstics, reduint-les a esposes i mares, limitant les seves oportunitats fora de la llar i indicant ser submises a una autoritat masculina. Aquesta submissió estava basada en les estructures jeràrquiques dins del món de la religió, on qui tenia, i té, el poder i el lideratge és l'home, reforçant així la idea que les dones no eren capaces de realitzar rols importants en la vida pública i espiritual.
Es van buscar nous arguments a la Bíblia per a la subordinació de la dona. Així, Luter cita la caiguda d'Eva de la gràcia de manera molt contundent com a font històrica: "Si Eva no hagués pecat, hauria regnat juntament amb Adam i hauria governat com a ajudant". Però ara el Règim només li pertany, i ella s'ha d'inclinar davant ell com davant el seu amo ( Weber, 1912/2003 :88). 
Marianne Weber observa que la religió i la industrialització es combinen per tal de mantenir a les dones en el rol domèstic, la qual cosa perpetuava la seva explotació amb el treball no remunerat sent un component fonamental per l'economia capitalista, ja que permetien que els homes es poguessin centrar plenament en el treball i no haver-se de preocupar de la neteja, cuina, nens...

També va estudiar com les lleis civils i religioses s'entrellaçaven, reforçant mútuament les desigualtats de gènere, limitant els seus drets al matrimoni, l'educació i la propietat. Weber criticava com aquestes lleis reflectien i perpetuaven la visió patriarcal de la societat. Un exemple de llei religiosa que repercutia a la dona es troba en la llei sobre els testimonis en els tribunals de Sharia, activa actualment en diversos països islàmics, on la interpretació sol ser que el testimoni d'una dona val la meitat que el d'un home en casos judicials. Això es basa en la interpretació d'un versicle del Coran (Sura 2:282) que suggereix que el testimoni de dues dones és equivalent al d'un home.
I si no hi ha dos homes [disponibles], llavors un home i dues dones d'aquells que vostè accepta com a testimonis, perquè si una de les dones s'equivoca, llavors l'altra se'l pot recordar.

### Potencial de la religió per el canvi
Malgrat la seva crítica, Marianne Weber reconeixia la religió com a eina per al canvi positiu sempre que les institucions i doctrines religioses es reformessin en vers la igualtat de gènere. Va proposar diverses maneres d'aconseguir això, entre aquestes estava la reinterpretació dels textos sagrats advocant per nous punts de vista que emfatitzessin la dignitat i la igualtat de totes les persones independentment del seu gènere. Això implicava una lectura crítica i contextual dels textos buscant aquelles ensenyances que donessin suport a la justícia i la igualtat.
Weber argumenta que les dones haurien de tenir l'oportunitat d'ocupar posicions de lideratge dins les institucions religioses per tal de no només aconseguir igualtat sinó també aportar noves perspectives. També promovia canvis en les perspectives i rituals religiosos per fer-los més inclusius, això inclou permetre la participació activa de les dones en cerimònies i decisions religioses trencant la tòpica que s'haurien de mantenir al marge.
Aquestes propostes tenien la seva base en l’educació i inclusió. Apostant per una major educació per a les dones en l’àmbit de la religió i el lideratge en les dites institucions. Esperant d’aquesta manera pràctiques més equitatives. L’autora també va donar suport a canvis en les lleis civils i religioses. Incloent la promoció de lleis que protegissin els drets de les dones en el matrimoni i la família, i que garantissin la seva autonomia i independència.

### Reaccions de les persones religioses i conservadores
Tot i el seu esforç i treball, moltes persones religioses i conservadores van rebutjar les crítiques de Marianne Weber a les doctrines i pràctiques religioses establertes. Per a aquestes persones, les ensenyances tradicionals eren sagrades i inamovibles, i qualsevol intent de reinterpretar-les es considerava una amenaça per a l'estructura social i religiosa vigent.
Aquest rebuig provenia de la creença de la transmissió d’aquests valors a  través de generacions com a veritats divines i eternes, no subjectes a canvi ni debat. A més del temor que aquestes idees reformistes poguessin debilitar la cohesió de la comunitat religiosa i desestabilitzar els valors fonamentals sobre els quals es basava la seva identitat i forma de vida. Per a molts, Marianne Weber representava una veu rupturista que, tot i estar motivada per un desig de justícia i equitat, era percebuda com una amenaça a la continuïtat i la integritat de la seva fe i institució. Aquesta resistència a les seves idees reflecteix el conflicte més ampli entre la necessitat de reforma i la voluntat de conservar les tradicions en un món en constant canvi.
Per altra banda, apareix la qüestió de la tradició, més enfocada en el gènere. Alguns líders religiosos van defensar fermament els rols de gènere tradicionals, argumentant que estaven divinament ordenats i eren essencials per a l'estabilitat  de l'ordre social. Aquestes persones consideraven les propostes de Weber com un desafiament a l'autoritat divina i a l'ordre natural establert. Per a ells, qüestionar aquests rols significava posar en perill l'equilibri social i trencar amb unes normes que consideraven immutables i sagrades. En el seu punt de vista, la preservació d'aquests rols era fonamental per mantenir la cohesió i l'harmonia de la societat.
A més a més, del fet que Marianne Weber fos una dona no va facilitar l’acceptació de les seves propostes dins d’una època en què el feminisme i les idees progressistes sobre aquests temes eren vistos com a agitacions socials.

#### Reacció de la societat
La reacció de la societat contemporània va ser una mica més positiva. Per una banda, Weber va trobar un gran suport de part  les feministes i altres intel·lectuals progressistes. Grups que reconeixien la importància de les seves criques i mostraven interès i suport per les seves propostes en la reforma de les institucions religioses.
D'altra banda, Weber també va estar oberta al diàleg i al debat, participant en discussions públiques i acadèmiques sobre els seus punts de vista. Això li va permetre explicar i aprofundir en les seves idees, enfrontant-se directament als seus crítics. La seva habilitat per comunicar-se eficaçment amb altres pensadors i públics diversos va facilitar una comprensió més àmplia de les seves propostes i va fomentar un intercanvi d'idees més ric i productiu. Contribuint significativa per als estudis de gènere, classes socials i importància de la religió i els seus afectes sobre la societat.
En conjunt, aquestes estratègies van permetre a Marianne Weber no només defensar les seves propostes davant les crítiques, sinó també construir un moviment més ampli i sostingut de reforma social i acadèmica. La seva combinació de rigor intel·lectual, obertura al diàleg i habilitat per formar aliances va ser clau per a l'èxit de la seva carrera i per a la influència duradora de les seves idees.

#### Resposta de Marianne Weber
Marianne Weber era plenament conscient de les controvèrsies que les seves idees podien generar, per la qual cosa va decidir mantenir-se ferma en la seva crítica constructiva i en les seves propostes de reforma que s'exposen a continuació.
En primer lloc, Weber va utilitzar la seva plataforma acadèmica per defensar les seves idees amb rigor intel·lectual. Va publicar treballs detallats i ben argumentats que sustentaven les seves crítiques i propostes de reforma. Aquestes publicacions no només mostraven la seva capacitat analítica i coneixement profund dels temes tractats, sinó que també proporcionaven una base sòlida per als debats futurs. Les seves obres van esdevenir referències importants en els estudis de sociologia i feminisme, i van contribuir a establir nous estàndards acadèmics.
D'altra banda, Weber també va estar oberta al diàleg i al debat, participant en discussions públiques i acadèmiques sobre els seus punts de vista. Això li va permetre explicar i aprofundir en les seves idees, enfrontant-se directament als seus crítics. La seva habilitat per comunicar-se eficaçment amb altres pensadors i públics diversos va facilitar una comprensió més àmplia de les seves propostes i va fomentar un intercanvi d'idees més ric i productiu. A través d'aquests diàlegs, Weber va poder refinar i ampliar les seves perspectives, demostrant la seva voluntat d'evolucionar i millorar contínuament.
A més a més, va formar aliances amb altres intel·lectuals i feministes que compartien els seus punts de vista. Aquestes aliances van enfortir la seva posició i van ajudar a difondre les seves idees en cercles més amplis. Treballant en col·laboració amb altres líders d'opinió i activistes, Weber va poder amplificar la seva influència i promoure un moviment més cohesionat per al canvi social i polític. Aquestes aliances no només van proporcionar suport moral i intel·lectual, sinó que també van crear una xarxa de col·laboració que va permetre la realització de projectes i iniciatives conjuntes, augmentant així l'impacte de les seves accions i idees.
En conjunt, aquestes estratègies van permetre a Marianne Weber no només defensar les seves propostes davant les crítiques, sinó també construir un moviment més ampli i sostingut de reforma social i acadèmica. La seva combinació de rigor intel·lectual, obertura al diàleg i habilitat per formar aliances va ser clau per a l'èxit de la seva carrera i per a la influència duradora de les seves idees.

#### Impacte en la societat
El treball de Marianne Weber va tenir un impacte rellevant en la comprensió de la relació entre la religió i el gènere. En destacar les formes en què les institucions religioses podien oprimir les dones, també va oferir un camí per a la reforma i el progrés.
La seva anàlisi va ajudar a crear una major consciència sobre les injustícies de gènere perpetuades per les institucions religioses, incentivant altres acadèmics i activistes a qüestionar i desafiar aquestes normes. A través de les seves publicacions i conferències, Weber va posar en relleu les dinàmiques de poder que discriminaven les dones, fomentant una reflexió crítica en la societat sobre aquestes qüestions.
Weber va ser una defensora incansable dels drets de les dones, i el seu treball va ajudar a fomentar un entorn intel·lectual i social en què es valorava la igualtat de gènere. Va advocar per la participació activa de les dones en tots els àmbits de la vida pública i privada, insistint en la necessitat de canvis estructurals que garantissin la igualtat d'oportunitats.
Les seves idees van influir en els debats sobre la reforma legal, especialment en àrees com el dret de família, on va advocar per canvis que reconeguessin i protegissin els drets de les dones dins i fora de la llar. La seva perspectiva crítica va contribuir a la formulació de polítiques més justes i equitatives, impulsant una legislació que reflectís una visió més inclusiva i respectuosa dels drets humans.
A més d'aquests impactes específics, el treball de Weber va tenir un efecte durador en els estudis contemporanis sobre religió, gènere i societat. Va demostrar que les estructures religioses, malgrat les seves tendències opressores, també podien ser transformades i adaptades per promoure la justícia i la igualtat. La seva combinació d'anàlisi rigorosa i compromís amb la reforma social continua sent una inspiració per a investigadors i activistes que treballen per un món més equitatiu. En resum, Marianne Weber va abordar la religió des d'una perspectiva crítica i constructiva. Va reconèixer les limitacions i opressions que les doctrines i pràctiques religioses podien imposar a les dones, però també va veure el potencial perquè la religió es reformés i actués com una força per a la justícia i la igualtat de gènere.

#### Impacte a Llarg Termini
Malgrat les crítiques, les idees de Marianne Weber van contribuir significativament a l'avanç del pensament sobre la religió i el gènere. El seu treball va establir les bases per a futurs estudis i reformes, i la seva influència es pot veure en diversos aspectes:
Les idees de Weber sobre la reforma de les institucions religioses han estat recollides i desenvolupades per generacions posteriors de feministes i teòlegs progressistes. Aquestes idees han inspirat moviments que lluiten per la igualtat de gènere dins les esglésies i altres institucions religioses, i han impulsat reformes que busquen eliminar les barreres de gènere en aquests espais.
Alguns corrents teològics han començat a reexaminar i reinterpretar els textos sagrats des d'una perspectiva més igualitària, influenciades per les crítiques inicials de pensadors com Weber. Aquesta revisió ha portat a una teologia més inclusiva, que busca reconciliar les doctrines religioses amb els valors contemporanis de justícia i igualtat de gènere.
A llarg termini, les seves idees han contribuït al canvi gradual de les actituds socials cap a una major igualtat de gènere, tant dins com fora de les institucions religioses. Aquest canvi es reflecteix en una major participació de les dones en rols de lideratge religiós, així com en una major sensibilització social sobre les qüestions de gènere en la religió.
Les contribucions de Marianne Weber han tingut un impacte durador en els àmbits de l'educació i la recerca. Els seus treballs són estudiats en universitats i seminaris, inspirant noves generacions d'estudiants i investigadors a explorar les interseccions entre religió i gènere. La seva obra ha esdevingut una referència clau per a aquells que busquen comprendre com les estructures religioses poden ser transformades per promoure una societat més justa i equitativa.
L'enfocament de Weber sobre la justícia i la igualtat ha contribuït a una major consciència i acció en l'àmbit dels drets humans. Els seus escrits i les seves idees han estat utilitzats per advocar per polítiques que protegeixin i promoguin els drets de les dones, no només en contextos religiosos, sinó en tots els aspectes de la vida social i política.
En resum, les idees de Marianne Weber han tingut un impacte profund i durador en la manera com es percep i es tracta la relació entre religió i gènere. La seva visió crítica i constructiva ha inspirat reformes significatives i ha contribuït a una evolució positiva en la lluita per la igualtat de gènere.

## Marianne Weber com a sociòloga
La sociologia de Marianne Weber evidencia els prototips masculins de la sociologia, posa en dubte la pretensió dels sociòlegs de l’època en la universalitat i per tant, centra la seva sociologia en la dona.Parteix de l’experiència de les dones com a punt de partida per la seva investigació sociològica i veu i avalua l’experiència social a través de la subjectivitat de les dones. Una sociologia centrada en les dones, no només pels temes que estudia sinó també des de la perspectiva que la desenvolupa.
La seva crítica sociològica està enfocada per aspectes basats empíricament en l'experiència social i històrica de les dones, el matrimoni i el treball, on està establert en un diàleg directe amb el sociòleg George Simmel i les seves teories sobre la cultura. En molts dels escrits de Max Weber i Georg Simmel van ser fruit de la seva posició de gènere, classe i especificació biogràfica.
Schnitger defugeix d’adoptar una neutralitat valorativa. Parteix des de la defensa oberta de la necessitat del canvi cap a la igualtat entre els dos sexes. Considera, doncs, que no es poden fer generalitzacions i cal començar amb l’estudi de l’experiència viscuda per cadascuna.
Posició canviant del paper de la dona a principis del s.XX. Parteix de la realitat que les dones comencen a treballar fora de casa sense deixar les tasques de la llar. La societat intenta produir una vida comunal harmoniosa a través de la socialització de gènere dels seus membres. Hi ha una estructura interinstitucional d’unes costums, uns valors, una religió i uns drets que les subordinen al patriarcat. Critica el patriarcat en dues àrees: treball i matrimoni. En aquesta, no adopta una neutralitat valorativa, no s’hi poden fer generalitzacions.
Entèn, també, que les diferències entre les dones venen donades per la classe social, l’educació, l’edat i la ideologia. Les diferències de la situació social de classe de cada dona produeixen diferències materials, que en la vida quotidiana es tradueixen en diversitat d’estils de vida, necessitats i percepcions. Dins d’aquesta divisió de les dones per les diferents categories que analitza, també hi trobem les divergències entre l’esfera rural i urbana.
Dins de les divisions que fa respecte les diferències materials i socials de les dones, es centra també en fer una anàlisi de tres grups de les generacions de dones educades a la universitat: El primer és la generació que es va introduir en la universitat lluitant, quan encara estava ocupada només per homes. El segon estava acompanyat del moviment de dones i de la primera generació pel que van tenir més oportunitats d’estudi i no tanta pressió de presentar-se com a femenines. No obstant tenien treballs poc gratificants i estaven aïllades. El tercer, van ser admeses en les mateixes condicions que els homes. Tenen, però, la vida dividida entre els seus estudis i ser atractives pels homes.
A més també genera una nova concepció pel terme “líder”, més concretament les dones líders. Insisteix en que aquestes no generalitzin i facin propostes de canvi basant-se en la seva realitat. Critica que algunes feministes reivindiquin que les dones poden alliberar-se apostant per un salari propi. Les condicions de treball molts cops són molt dures, es treballa a la força i amb doble jornada, desembocant així en el cercle de l’explotació; per tant el treball per moltes dones no és un alliberament positiu. Les dones líders han d’impregnar els discursos dels homes amb els interessos i sensibilitats de les dones.
Dins el desenvolupament de la seva teoria fa una reconceptualització del concepte d’actor social. Pren la recerca del sentit de les nostres accions de Max Weber i el desig de la sociabilitat de Simmel. A partir de l’experiència vital de les dones afegeix humanitat a la figura d’actor social. Reivindica les següents necessitats: Experiència material, Satisfacció eròtica i sensual, Intimitat emocional, Autonomia moral i Harmonia amb la resta. Apunta que aquestes necessitats no són exclusives de les dones, però que els homes ja les tenen satisfetes. A més, les dones estan obligades a ser facilitadores d’aquesta satisfacció.
La seva sociologia no és només reaccionària sinó que és una declaració feminista proactiva, que afirma el dret de les dones a l’autonomia moral, independència econòmica i a la realització sexual, i que analitza les contribucions remarcables que les dones fan a la societat i a la cultura.
L’autora realitza un recorregut històric des de l’Antiga Grècia on a través d’aquest destaca els intents de participació de certes dones en l’activitat acadèmica i científica però aquesta explica també que aquesta és eclipsada pels homes contemporanis i per la condició del gènere, és a dir, pel fet de ser dones.
A més de la creació de teoria pròpia, l’autora fa una crítca i extensió d’obres anteriors d'altres autors. Simmel fa una distinció entre la cultura objectiva i subjectiva. L’objectiva és el progrés (el progrés científic, les obres artístiques), no és patrimoni privat de ningú sinó que formen part del patrimoni de la humanitat, una esfera principalment dominada pels homes. La cultura subjectiva és la cultura de l’individu, que té unes arrels més femenines. Marianne avança el concepte i explica que la dona desenvolupa una sèrie d’accions que fan que altres persones puguin participar en la cultura objectiva (donant suport moral, transmetent valor...). Sense aquesta tasca, que sembla invisible, que no només és posar el plat a taula, sinó que és una tasca més emocional de cuidar i educar, és el que facilita que altres persones es puguin desenvolupar dins d’aquesta gran esfera objectiva. És una tasca que porta a la formació de l’existència immediata. Fa una connexió entre el treball domèstic (treball de cures) amb els efectes que té aquest en els individus.I és des d’aquí, d’on treballa la idea del treball domèstic remunerat.
L’any 1906 en el seu llibre de ‘’Marianne Weber y su círculo‘’ diu ‘’En todas las épocas de cultura espiritual superior, las mujeres se sentían igualmente estimuladas por la ciencia, a pesar de todos los obstáculos que se interponían en la educación sistemática de su espíritu, y aquellas particularmente 6 talentosas fueron capaces, en todos los tiempos, de apropiarse de cierto volumen de la educación de su época.’’(Weber, (1906) pàgina 71)